# ショーリャヴァンダーン
ショーリャヴァンダーン（சோழவந்தான்：Sholavandan）は、インド南部のタミル・ナードゥ州マドゥライ県にある都市。

## 政治
ショーリャヴァンダーン選挙区では、2001年の州議会議員選挙ではAIADMKのV・R・ラージャンガムが当選したが、2006年の州議会議員選挙ではDMKのP・ムールティが僅差でAIADMKのL・サンダーナムを抑えて当選した。

## 都市の位置
北緯：10° 1' 0　／　東経：77° 58' 0
| 県外 - チェンナイまで 467km - ティルッチラーッパッリまで 148km - コーヤンブットゥールまで 207km - カンニヤークマリまで 262km | 県内 - マドゥライまで 20km - ウシランパッティまで 20km - メールールまで 35km |